# ヴィットーリオ・アメデーオ・ディ・サヴォイア (1699-1715)
ヴィットーリオ・アメデーオ・ジョヴァンニ・フィリッポ・ディ・サヴォイア（Vittorio Amedeo Giovanni Filippo di Savoia, 1699年5月6日 - 1715年3月22日）は、サヴォイア公ヴィットーリオ・アメデーオ2世とその妻アンヌ・マリー・ドルレアンの長男。サヴォイア公爵家の継嗣としてピエモンテ公の称号で呼ばれた。

## 生涯
公爵夫妻の世継ぎとして誕生した際は周囲や領民の多くの歓呼を受け、その健康状態には非常に注意が払われた。スペイン継承戦争中の1706年に起きたトリノの戦いの際には、母、祖母ジャンヌ、弟カルロ・エマヌエーレとともにジェノヴァに避難した。1708年、女性の養育係の手許を離れ、男性の教育係の手に委ねられた。1713年9月、ユトレヒト条約の締結に伴って父がシチリア王に昇格した際、両親がパレルモで戴冠式を行うために一時的にピエモンテを出国することになった。父王は不在時の摂政を母ジャンヌに頼もうとしたが、ジャンヌが拒否したため、代わって長男のピエモンテ公が摂政に任じられた。ピエモンテ公は1714年9月に両親が帰国するまで、1年間にわたり摂政を務めた。
サヴォイア家とオーストリアとの対立関係が深まったことから、ピエモンテ公と神聖ローマ皇帝ヨーゼフ1世の娘マリア・アマーリエを縁組させることで関係を修復する案が出されたが、父シチリア王が乗り気でなく、実現しなかった。次いで、ポルトガル王女フランシスカ・ジョゼファやパルマ公女エリザベッタ・ファルネーゼとの縁談も持ち上がった。しかし天然痘に罹り、15歳で若死にした。弟カルロ・エマヌエーレが次の世継ぎとされた。遺骸は最初トリノ大聖堂に葬られたが、後にトリノ郊外のスペルガ教会の王子廟（Sala degli Infanti）に移された。

## 引用
1. 1 2  Symcox, p 73
2. 1 2  Storrs, p 199
3. ↑  Symcox, p 176
4. ↑  Armstrong. Edward: Elisabeth Farnese: the Termagant of Spain, 1892, p 7
5. ↑  Symcox, p 227